# NGC 5068
NGC 5068 est une galaxie spirale barrée relativement rapprochée et située dans la constellation de la Vierge. Sa vitesse par rapport au fond diffus cosmologique est de 979 ± 22 km/s, ce qui correspond à une distance de Hubble de 14,43 ± 1,06 Mpc (∼47,1 millions d'al). NGC 5068 a été découverte par l'astronome germano-britannique William Herschel en 1785.
La classe de luminosité de NGC 5068 est III-IV et elle présente une large raie HI. La luminosité de la galaxie NGC 5068 dans l'infrarouge lointain (de 40 à 400 µm)  est égale à 1,17 × 109 {\displaystyle L_{\odot }} (109,07{\displaystyle L_{\odot }}) et sa luminosité totale dans l'infrarouge (de 8 à 1 000 µm) est de 1,48 × 109 {\displaystyle L_{\odot }} (109,17{\displaystyle L_{\odot }}).
En raison d'une brillance de surface égale à 14,17 mag/am2, on peut qualifier NGC 5068 de galaxie à faible brillance de surface (LSB en anglais pour low surface brightness). Les galaxies LSB sont des galaxies diffuses (D) avec une brillance de surface inférieure de moins d'une magnitude à celle du ciel nocturne ambiant.

## Distance de NGC 5068
Cette galaxie est trop rapprochée du Groupe local et la distance de Hubble n'est sans doute pas près de sa distance réelle. Cependant, À ce jour, huit mesures non basées sur le décalage vers le rouge (redshift) donnent une distance de 5,885 ± 1,230 Mpc (∼19,2 millions d'al). Notons cependant que c'est avec la valeur moyenne des mesures indépendantes, lorsqu'elles existent, que la base de données NASA/IPAC calcule le diamètre d'une galaxie.

## Galerie

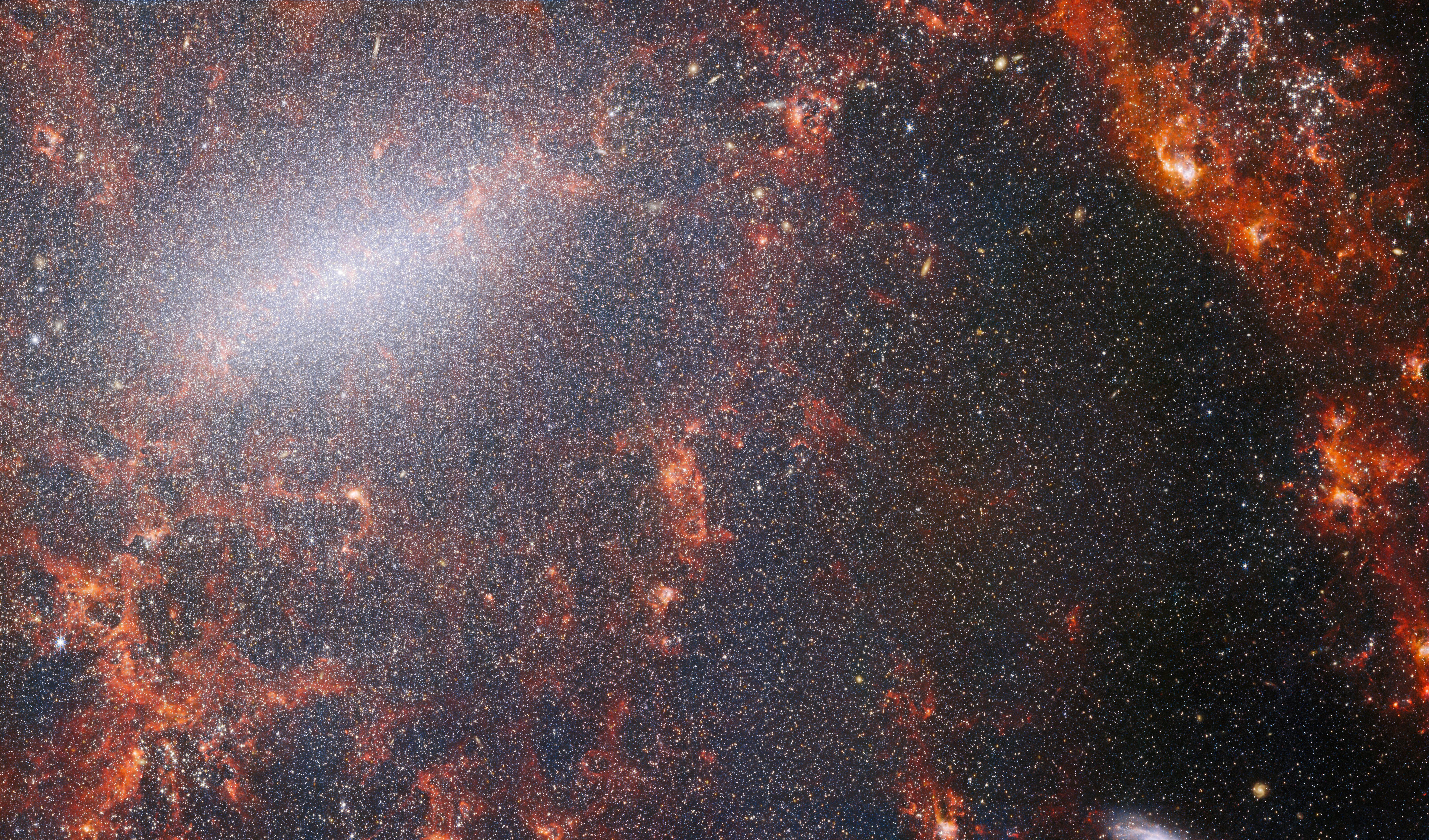
NGC 5068 vue par le télescope spatial James-Webb.
NGC 5068 imagée par l'instrument MIRI du télescope spatial James Webb.
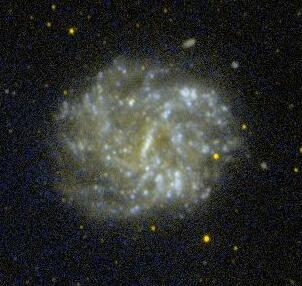
NGC 5068 en ultraviolet par GALEX.